# Rakesh Khurana

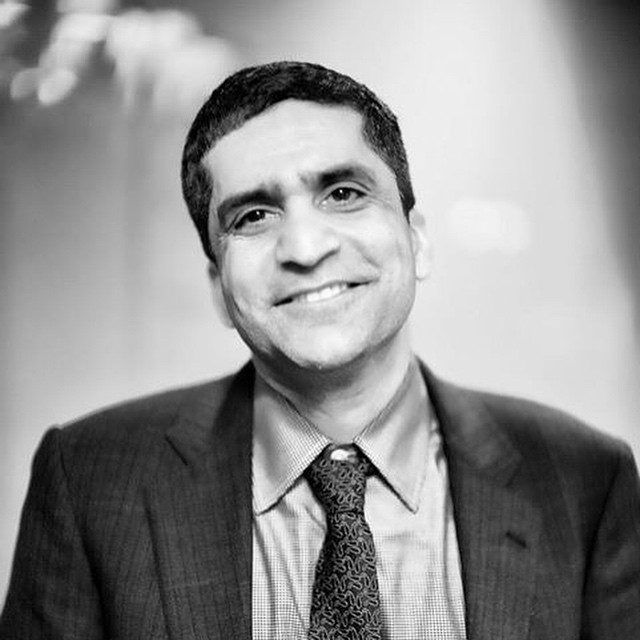
Rakesh Khurana, 2015

Rakesh Khurana (* 22. November 1967 in Punjab) ist ein indischer Soziologe und Professor für Führungsentwicklung in der Organisationstheorie an der Harvard Business School.

## Leben
Khurana studierte bis 1990 an der Cornell University (Bachelor) und arbeitete bei Cambridge Technology Partners. Danach machte er seinen Master in Soziologie und seinen Ph.D. in Organisationstheorie an der Harvard University. Er lehrte an der MIT Sloan School of Management und ging 2000 nach Harvard. Sein wissenschaftlicher Schwerpunkt liegt in der Arbeitsmarkt- und Elitenforschung.

## Auszeichnungen
- 1997: George S. Dively Award
- 2007: Association of American Publishers Best Professional/Scholarly Publishing Book in Business, Finance und Management
- 2008: Charles M. Williams Award
- 2008: Max Weber Award der American Sociological Association
- 2012: Charles M. Williams Award

## Schriften (Auswahl)
- Searching for a Corporate Savior: The Irrational Quest for Charismatic CEOs. Princeton, NJ: Princeton University Press, 2002.
- als Mitherausgeber: The Handbook for Teaching Leadership: Knowing, Doing, and Being. Thousand Oaks, CA: Sage Publications, 2012.
- als Mitherausgeber: Challenges to Business in the Twenty-First Century. Cambridge, MA: American Academy of Arts and Sciences, 2011.
- als Mitherausgeber: Handbook of Leadership Theory and Practice. Harvard Business Press, 2010.
- From Higher Aims to Hired Hands: The Social Transformation of American Business Schools and the Unfulfilled Promise of Management as a Profession. Princeton: Princeton University Press, 2007.